# Lavoir de Mazères-de-Neste (Mairie)
Le lavoir de Mazères-de-Neste (Mairie) est un lavoir situé à Mazères-de-Neste, dans le département des Hautes-Pyrénées.

## Localisation
Le lavoir est situé dans le département français des Hautes-Pyrénées, sur la commune de Mazères-de-Neste au bout de la place de la mairie entre les routes départementales D 71 et D 710.

## Hydrographie
Le lavoir de Mazères-de-Neste est alimenté par les eaux de pluie et par le ruisseau de la Goute en complément.

## Description
Le lavoir à impluvium est un édifice rectangulaire à toiture à quatre pentes, dirigeant l'eau vers un bassin central également rectangulaire.
La toiture qui reçoit l'eau de pluie est en pente inclinée vers l'intérieur, est supportée par des piliers en bois rectangulaires. 

Accolé au réservoir, un bassin sert d’abreuvoir 

## Galerie de photos

Sélection de vues diverses
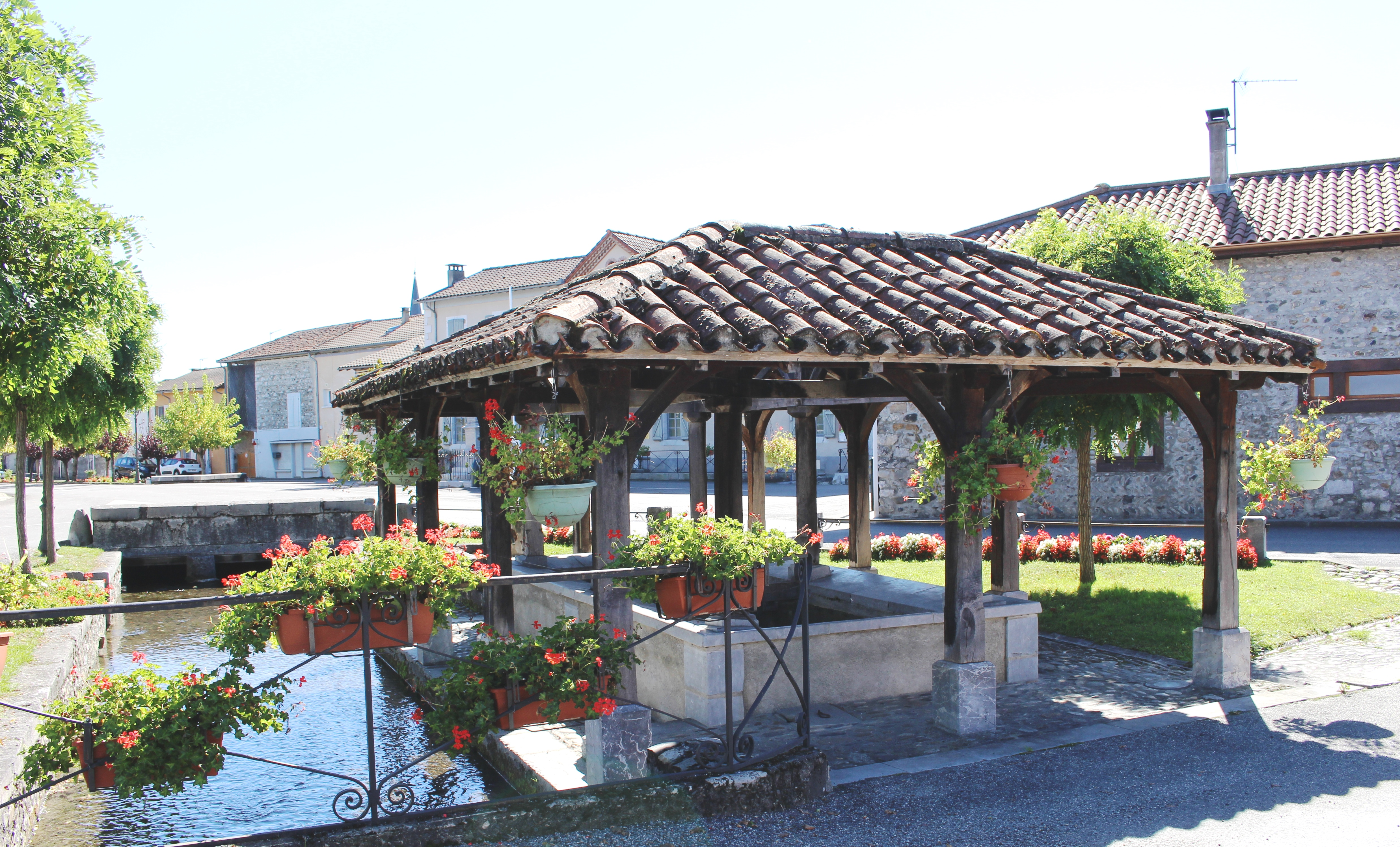
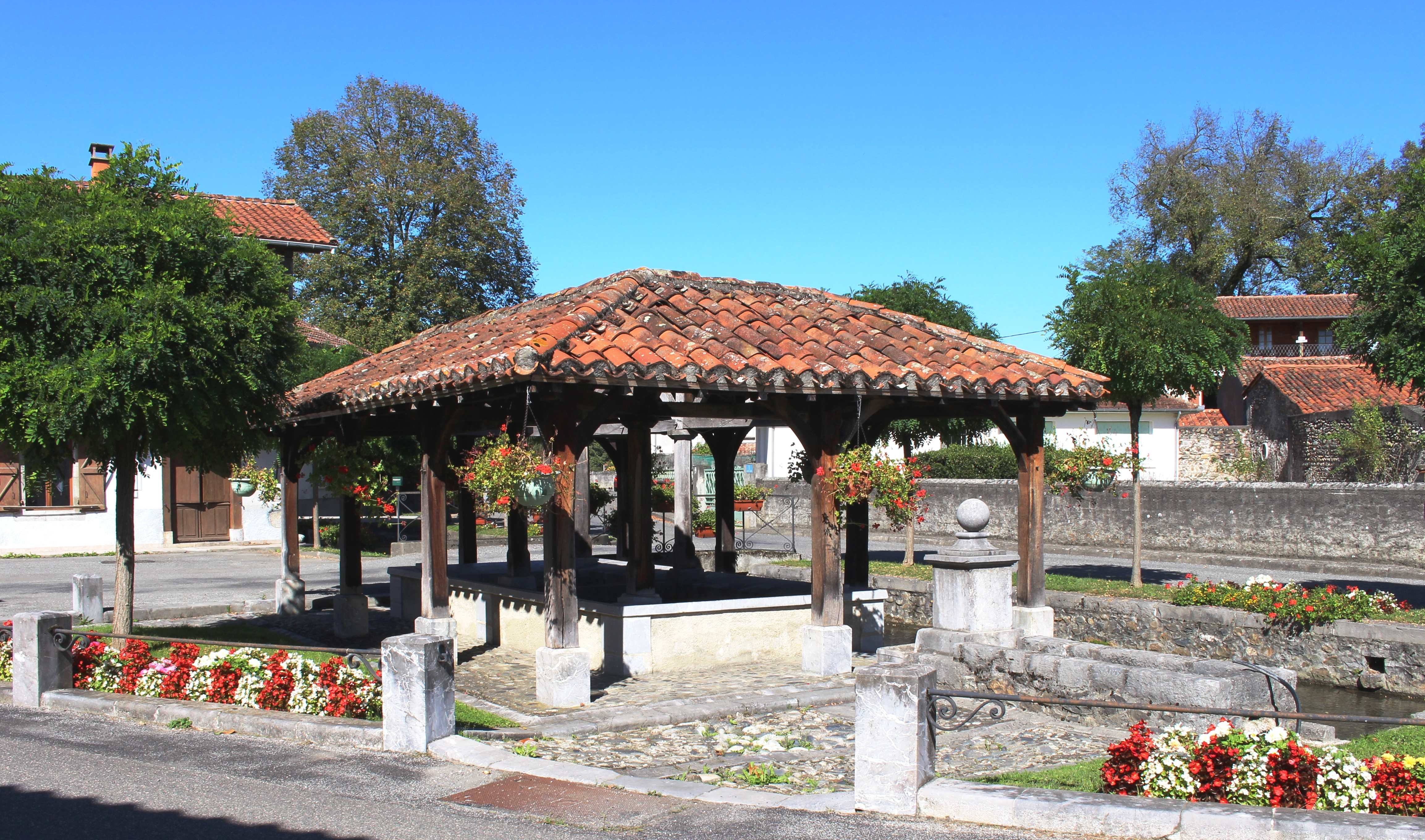
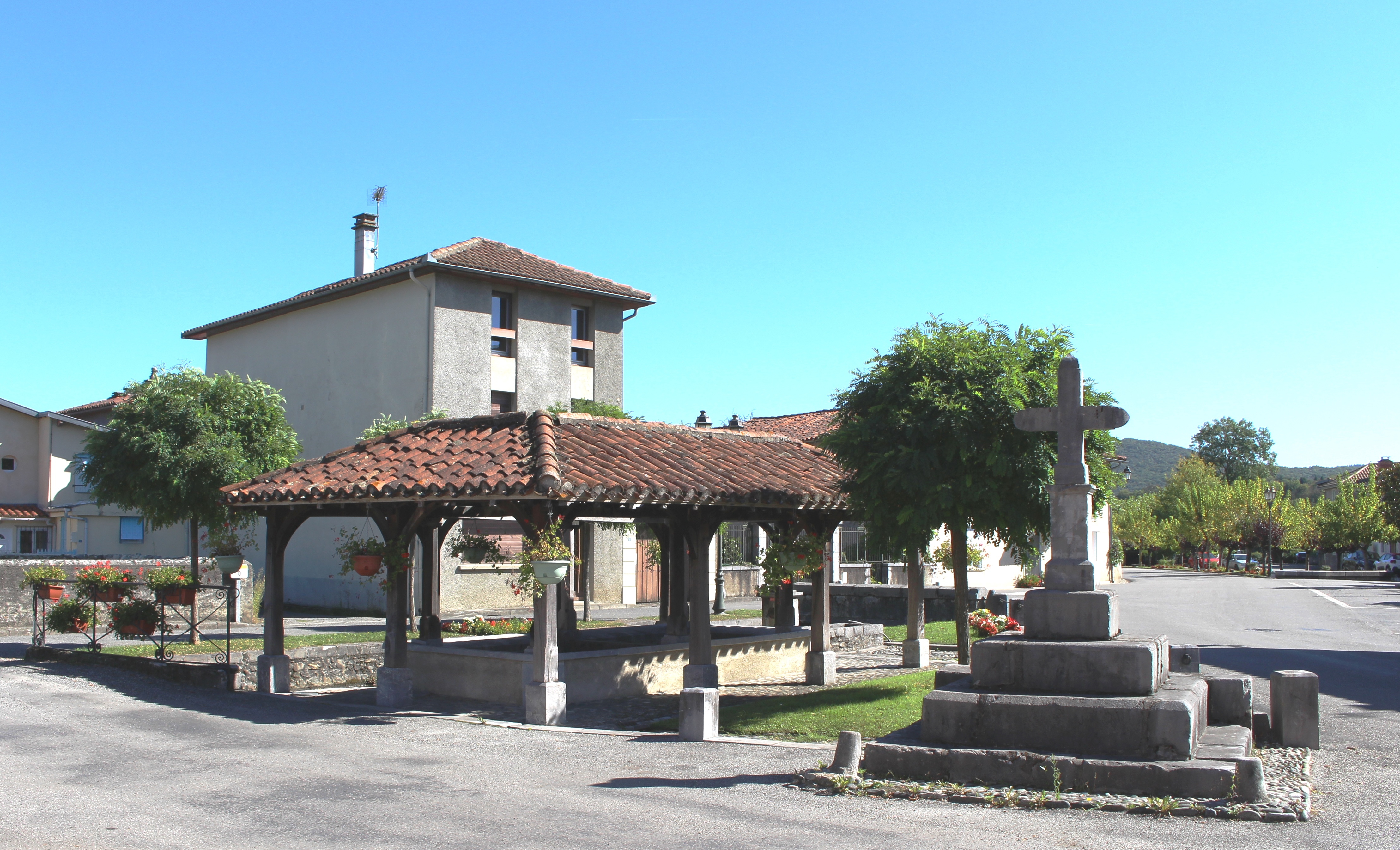